# Окафор, Уче
Уче Кизито Окафор (англ. Uchenna Kizito Okafor; 8 августа 1967, Оверри — 6 января 2011, Литл-Элм, Техас) — нигерийский футболист, защитник, известный по выступлениям за «Канзас-Сити Уизардз» и сборную Нигерии. Участник Чемпионатов мира 1994 и 1998 годов.

## Клубная карьера
Окафор начал карьеру в клубе «Лагос». В 1986 году он дебютировал в нигерийской Премьер лиге в возрасте 19 лет. В начале 1989 года Уче перешёл в бельгийский «Расинг» (Мехелен), выступающий во второй лиге. В 1991 году он подписал соглашение с командой третьего бельгийского дивизиона «Намюр», но вскоре сменил его на французский «Ле Туке».
В 1993 году Окафор перешёл в немецкий «Ганновер 96». 31 июля в матче против «Теннис-Боруссии» он дебютировал во второй Бундеслиге. Выступления в Германии были не очень успешными, Уче редко попадал в основу, сыграв всего в 4 встречах. После этого он непродолжительное время выступал за португальские «Униан Лейрия» и «Фаренсе», а также израильский «Маккаби Ирони».
В начале 1996 года Окафор принял предложение от американского «Канзас-Сити Уизардз». 13 апреля в матче против «Колорадо Рэпидз» он дебютировал в MLS. 18 апреля Уче стал первым футболистом новоиспеченной лиги, который нанес удар по воротам соперника через себя в падении (удар-«велосипед»). 21 апреля в поединке против «Сан-Хосе Клэш» он забил свой первый гол. В сезоне 2000 Окафор помог команду завоевать Кубок MLS, после чего завершил карьеру.

## Международная карьера
В 1988 году Окафор попал в заявку сборной Нигерии на участие в Кубке африканских наций. В полуфинале против сборной Алжира Уче дебютировал за национальную команду. По итогам соревнований он завоевал серебряную медаль. В 1994 году Окафор второй раз принял участие в Кубке Африки. На турнире он был основным футболистом и принял участие во всех матчах. Уче помог национальной сборной завоевать трофей. В том же году он поехал на Чемпионат мира в США. За несколько дней до начала турнира Окафор получил травму и не смог выйти на поле.
В 1995 году Уче защищал цвета сборной на Кубке короля Фахда и помог команде завоевать четвёртое место. В 1998 году он принял участие в Чемпионате мира во Франции. На турнире Окафор принял участие в матче против сборной Парагвая.

## Гибель
В начале 2011 года поступило сообщение о смерти Окафора. Его тело было обнаружено его супругой в их доме. По версии полиции Уче повесился, но родные футболиста отвергают данную формулировку, настаивая на том, что это было убийство.

## Достижения
Командные
«Канзас-Сити Уизардз»
- Обладатель Кубка MLS — 2000

Международные
Нигерия
- Кубок африканских наций — 1994
- Кубок африканских наций — 1988